# Nino Ippolito
Nino Ippolito (Squinzano, 5 novembre 1922 – Squinzano, 20 ottobre 2011) è stato un compositore e direttore di banda italiano.

## Biografia
Nato a Squinzano nel 1922, all'anagrafe Nicola Ippolito, inizia a prendere lezioni di tromba presso la banda cittadina fin dall'età di quattro anni.
A sedici anni entra a far parte del Concerto Bandistico della città di Squinzano, diretto dal maestro Gennaro Michele Abbate suonando il flicorno baritono, e per 45 anni continua a suonare come solista con varie bande, durante i quali si è dedicato ad una vasta produzione musicale per banda con composizioni, arrangiamenti e trascrizioni.
È l'autore prolifico di numerose marce sinfoniche diffuse nei corpi bandistici italiani, tra cui Elisabetta, Ligonziana, L'orientale, Melodiosa.Inoltre Nino Ippolito ha composto una delle marcie funebri più belle: Triste Ricordo.